# U.S. Route 11
La U.S. Route 11 (US 11) est une US Route importante parcourant 1 645 miles (2 647 km) dans l'est des États-Unis. Le terminus sud de la route est à l'intersection avec la US 90 dans le Refuge faunique national de Bayou Sauvage à l'est de La Nouvelle-Orléans, Louisiane. Le terminus nord est au poste-frontière entre Rouses Point, New York et Lacolle, Québec. La route se poursuit au nord comme Route 223 au Québec. La US 11, créée en 1926, conserve la majorité de son itinéraire original. La route au nord de Knoxville, Tennessee suit un tracé similaire à celui de l'I-81.
Jusqu'en 1929, la US 11 se terminait au sud de Picayune, Mississippi, à la Rivière aux Perles, marquant la frontière avec la Louisiane.

## Description du tracé
|       | mi    | km    |
| ----- | ----- | ----- |
| LA    | 31    | 50    |
| MS    | 173   | 278   |
| AL    | 251   | 404   |
| GA    | 23    | 37    |
| TN    | 234   | 377   |
| VA    | 341   | 549   |
| WV    | 26    | 42    |
| MD    | 13    | 21    |
| PA    | 248   | 399   |
| NY    | 319   | 513   |
| Total | 1 645 | 2 647 |

### Louisiane

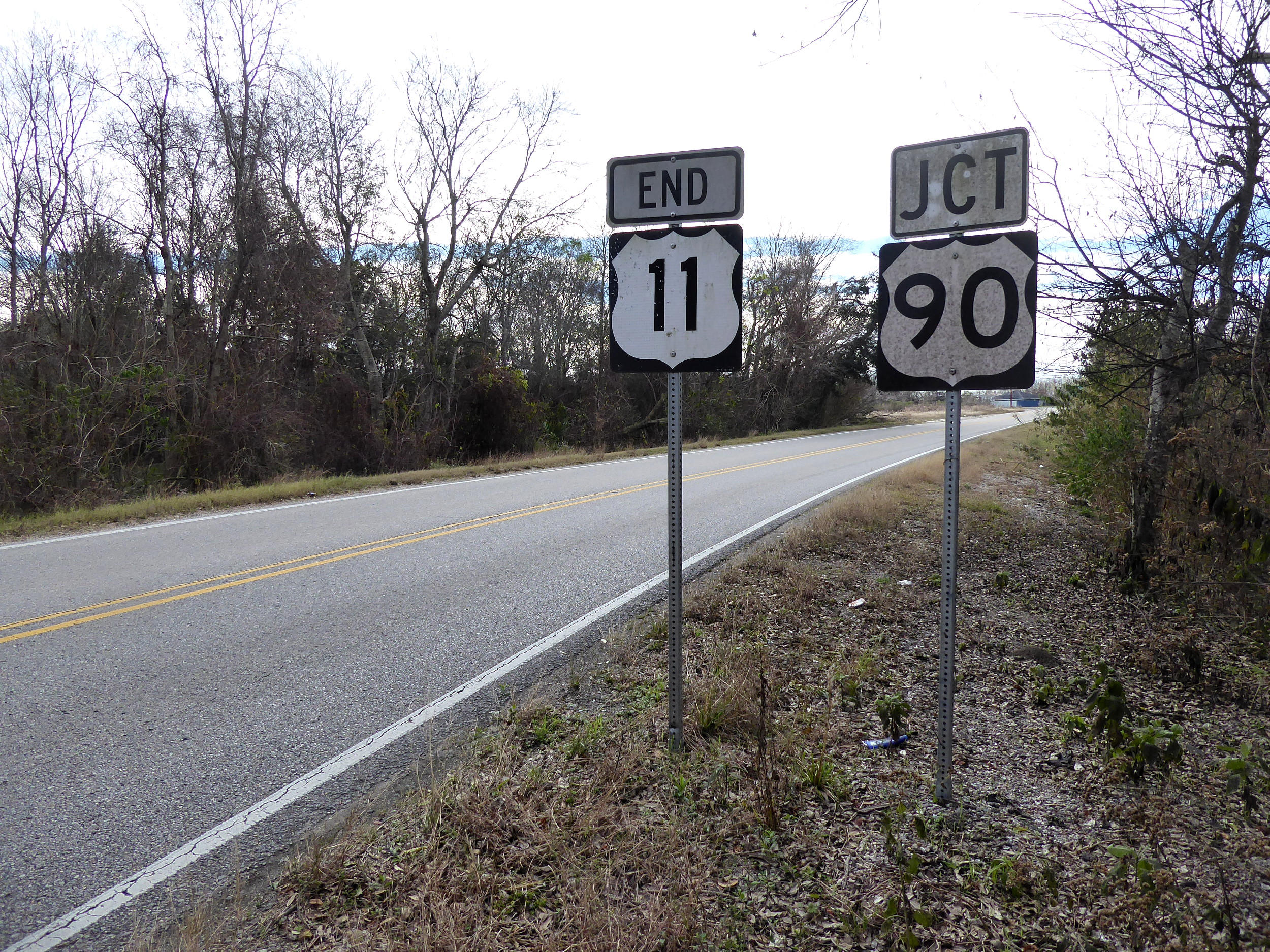
Terminus sud de la US 11 à la jonction avec la US 90 à La Nouvelle-Orléans

La US 11 s'étend sud 31,2 miles (50,2 km) dans l'état. Son terminus sud est situé à l'est de La Nouvelle-Orléans à la jonction avec la US 90 (Chef Menteur Highway). La route débute comme route à deux voies et se dirige vers le nord dans une section marécageuse isolée se trouvant dans les limites de la ville et du Refuge faunique national de Bayou Sauvage. Après avoir passé au-dessus de l'I-10, la US 11 traverse le Lac Pontchartrain sur le Pont Maestri, un pont de 4,8 miles (7,7 km) datant de 1928 qui longe l'I-10. à mi-chemin dans la traversée du lac, la US 11 entre dans la Paroisse de Saint-Tammany. En atteignant la rive nord, la US 11 suit Pontchartrain Drive dans la ville de Slidell où elle devient un corridor commercial achalandé.
Elle traverse la ville du sud au nord et atteint l'I-12. Peu après, au sud de Pearl River, elle bifurque vers l'est pour rejoindre l'I-59, avec laquelle elle forme un multiplex. Celui-ci est en cours pour le reste du tracé de la route en Louisiane.
La route traverse la West Pearl River pour entrer dans la Honey Island Swamp. L'I-59 / US 11 traverse la frontière pour entrer au Mississippi, frontière marquée par la Rivière aux Perles.

### Mississippi
La US 11 parcourt environ 173 miles (278 km) au Mississippi. Elle y entre en multiplex avec l'I-59 en passant par une section boisée. Après une courte distance, le multiplex prend fin alors que la US 11 se dirige vers Picayune. La US 11 est généralement parallèle à l'I-59 dans le Mississippi, servant de route locale, notamment dans les communautés de Hattiesburg, Laurel et Meridian, endroit où l'I-59, l'I-20 et la US 80 forment un multiplex, multiplex rejoint par la US 11 au sud de la ville. La US 11 et la US 80 quittent le multiplex un peu plus loin et se dirigent ensemble hors de l'état, vers l'Alabama.

### Alabama
La US 11 parcourt 250,67 miles (403,42 km) en Alabama. Elle se sépare de la US 80 environ trois miles (4,8 km) après être entrée dans l'état, près de Cuba. La US 11 continue d'être parallèle à l'I-20 / I-59 entre Livingston et Eutaw, où la US 11 rejoint la US 43. Le multiplex continue vers le nord-est en direction de Tuscaloosa, où les deux routes se séparent. La US 11 continue de longer l'I-20 / I-59 jusqu'à Birmingham. Entre Woodstock et Bessemer, elle rejoint l'autoroute en multiplex. Elle traverse Bessemer et atteint le centre de Birmingham. Elle y rencontre la US 78 et les routes se chevauchent sur une courte distance.
À l'est du centre-ville, l'I-20 se sépare de l'I-59 et la US 11 continue d'être parallèle à cette dernière, vers le nord-est. La US 11 quitte la région de Birmingham et passe par Springville, Gadsden et Fort Payne avant de traverser en Géorgie 10 miles (16 km) au nord-est de Hammondville.

### Géorgie
Après être entrée en Géorgie, la US 11 se dirige vers le nord-est, en longeant l'I-59 dans la vallée entre Sand Mountain et Lookout Mountain. La route passe par Trenton et Wildwood. C'est un peu au nord de cette dernière qu'elle entre au Tennessee, après avoir parcouru 23 miles (37 km) en Géorgie.

### Tennessee

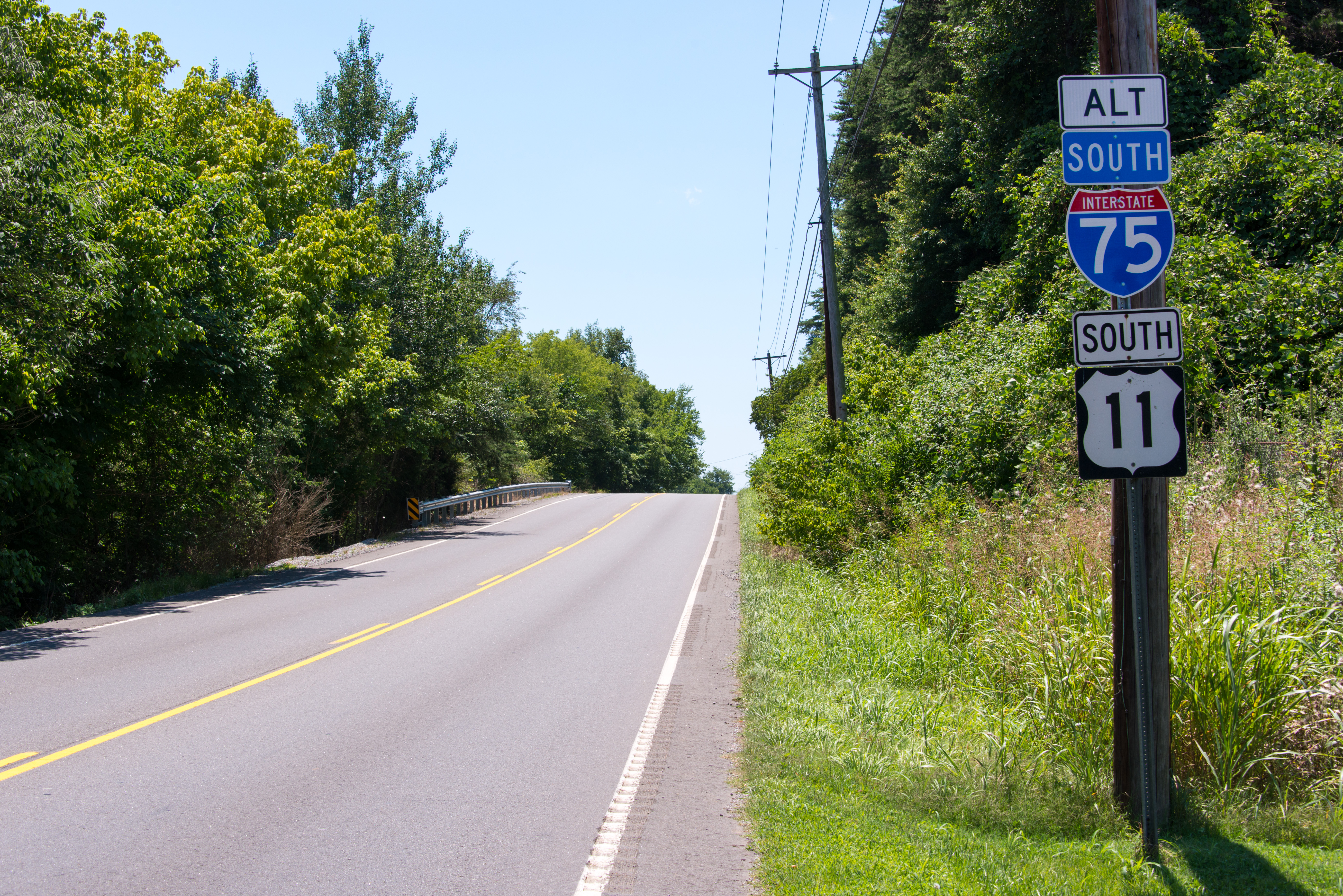
US 11 au sud de Lenoir City, Tennessee

La US 11 entre au Tennessee à l'ouest de Chattanooga. Elle est parallèle à l'I-24 jusqu'à une intersection avec Cummings Highway (US 41 / US 64 / US 72). La US 11 se joint au multiplex jusqu'au centre-ville, à l'est. À l'intersection entre Broad Street et East 23rd Street, la US 11 et la US 64 se séparent de la US 41 et de la US 72 et suivent East 23rd est dans le centre-ville. Les routes forment un bref multiplex avec la US 41 / US 76 sur Dodds Avenue avant de reprendre une progression vers l'est sur Brainerd Road.
À l'est du centre-ville, l'I-24 prend fin et l'I-75 continue vers l'est; la US 11 / US 64 continue vers le nord-est, en longeant l'I-75. La route rejoint l'I-75 en multiplex sur une courte distance. Les routes se séparent et la US 11 / US 64 se rend au centre-ville de Cleveland, où elles se séparent.
La US 11 demeure à proximité de l'I-75 en se dirigeant vers le nord-est. Elle passe par Athens, Sweetwater, Loudon et Lenoir City avant d'entrer à Farragut. À l'ouest de la ville, la US 11 rencontre la US 70 et forme un multiplex avec celle-ci sur un peu plus de 20 miles (32 km), en traversant Farragut et West Knoxville. Elle longe la rivière Tennessee en passant au sud du centre-ville de Knoxville.
À East Knoxville, la US 11 se sépare en deux routes distinctes, la US 11W et la US 11E. La US 70 demeure en multiplex avec la US 11E.

### U.S. Route 11E
Traversant 120,9 miles (194,6 km) entre Knoxville, Tennessee et Bristol, Virginie, la US 11E relie les villes de New Market, Jefferson City, Morristown, Greeneville, Tusculum, Jonesborough, Johnson City, Bluff City et Bristol, toutes au Tennessee. Après avoir traversé la frontière en Virginie, elle se relie à nouveau avec la US 11W, pour reformer la US 11.

### U.S. Route 11W
Traversant 111,2 miles (179,0 km) entre Knoxville, Tennessee et Bristol, Virginie, la US 11W relie les villes de Blaine, Rutledge, Bean Station, Rogersville, Surgoinsville, Church Hill, Mount Carmel et Kingsport, toutes au Tennessee. Après avoir traversé la frontière en Virginie, elle se relie à nouveau avec la US 11E pour reformer la US 11.

### Virginie

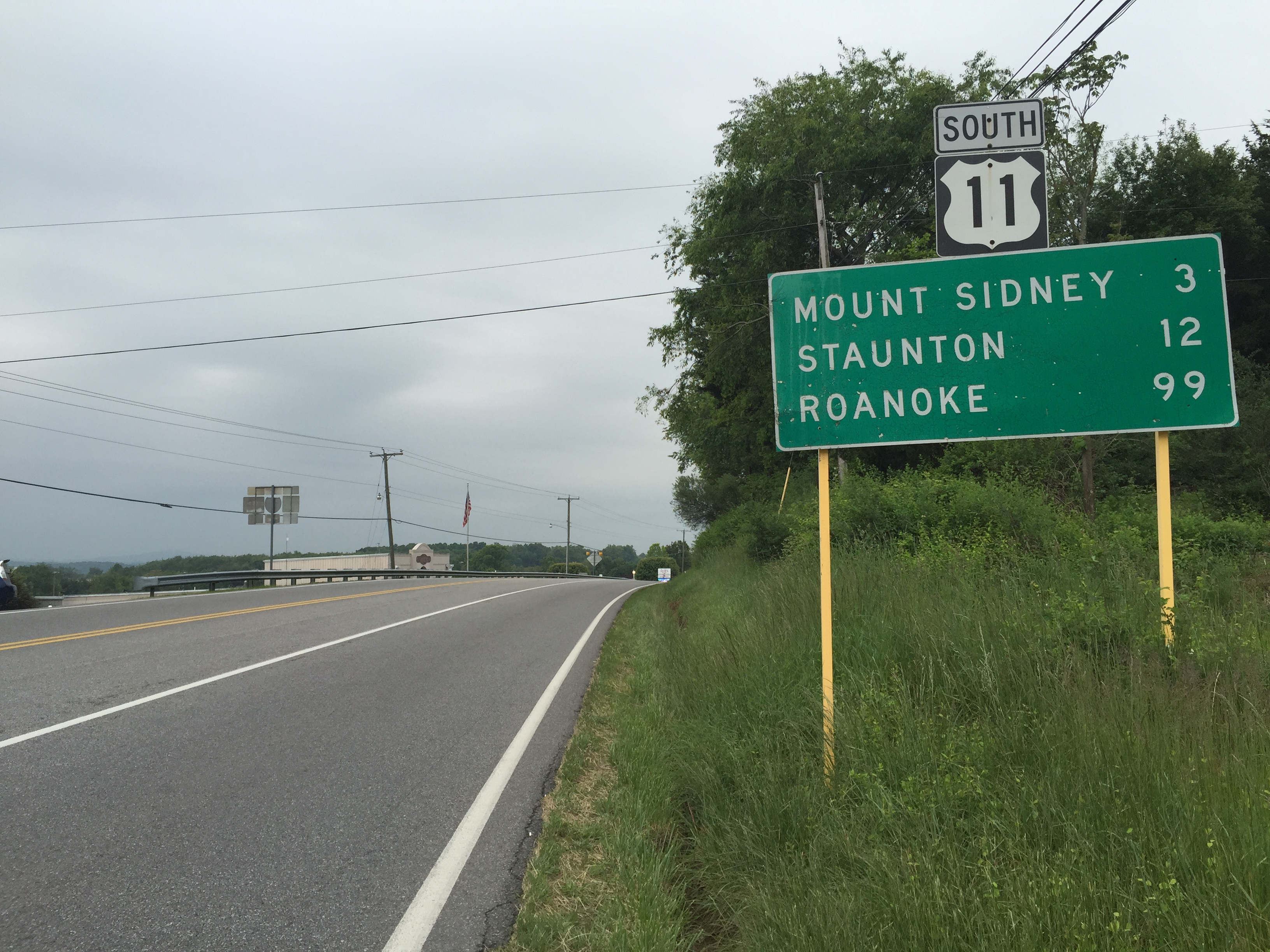
US 11 sud à Weyers Cave, Virginie

La US 11W et la US 11E se rejoignent et reforment la US 11 à Bristol moins d'un mile au nord de la frontière avec le Tennessee. Elle forme un multiplex avec la US 19, laquelle était déjà en multiplex avec la US 11E. Elle se dirige vers le nord-est en longeant l'I-81. La route passe par Abingdon, où la US 19 quitte la US 11, Marion, Wytheville, où elle forme un court multiplex avec la US 21 puis avec l'I-77 / I-81 / US 52 et Fort Chiswell. À Draper, la US 11 quitte le multiplex vers Pulaski, Dublin et Radford. À Christiansburg, la US 11 rejoint la US 460 et les deux routes forment un multiplex sur 28 miles (45 km) jusqu'à Salem. La US 11 traverse Roanoke d'ouest en est, puis, du sud au nord. À Hollins, elle se trouve à nouveau parallèle à l'I-81.
À partir de là, la route continue son trajet vers Buchanan (où elle entamera un multiplex avec l'I-81 jusqu'à Natural Bridge), Lexington, Staunton, Harrisonburg et Winchester dans la vallée de Shenandoah, toujours en étant parallèle à l'I-81. La US 11 entre en Virginie-Occidentale environ 10 miles (16 km) au nord-est de Winchester. Dans la Vallée des Appalaches, la US 11 suit la majorité de l'ancienne Valley Pike, une ancienne route coloniale et une voie d'accès importante durant la Guerre Civile.

### Virginie-Occidentale
La US 11 entre en Virginie-Occidentale et se dirige vers le nord-est sur environ 35 miles (56 km) dans le comté de Berkeley. Elle passe par Inwood, Martinsburg et Falling Waters avant de traverser le fleuve Potomac et d'entrer au Maryland.

### Maryland
Au Maryland, la US 11 traverse le fleuve Potomac et entre à Williamsport. Elle passe ensuite par Hagerstown avant de traverser la ligne Mason–Dixon et d'entrer en Pennsylvanie. L'I-81 est encore parallèle à la US 11.

### Pennsylvanie

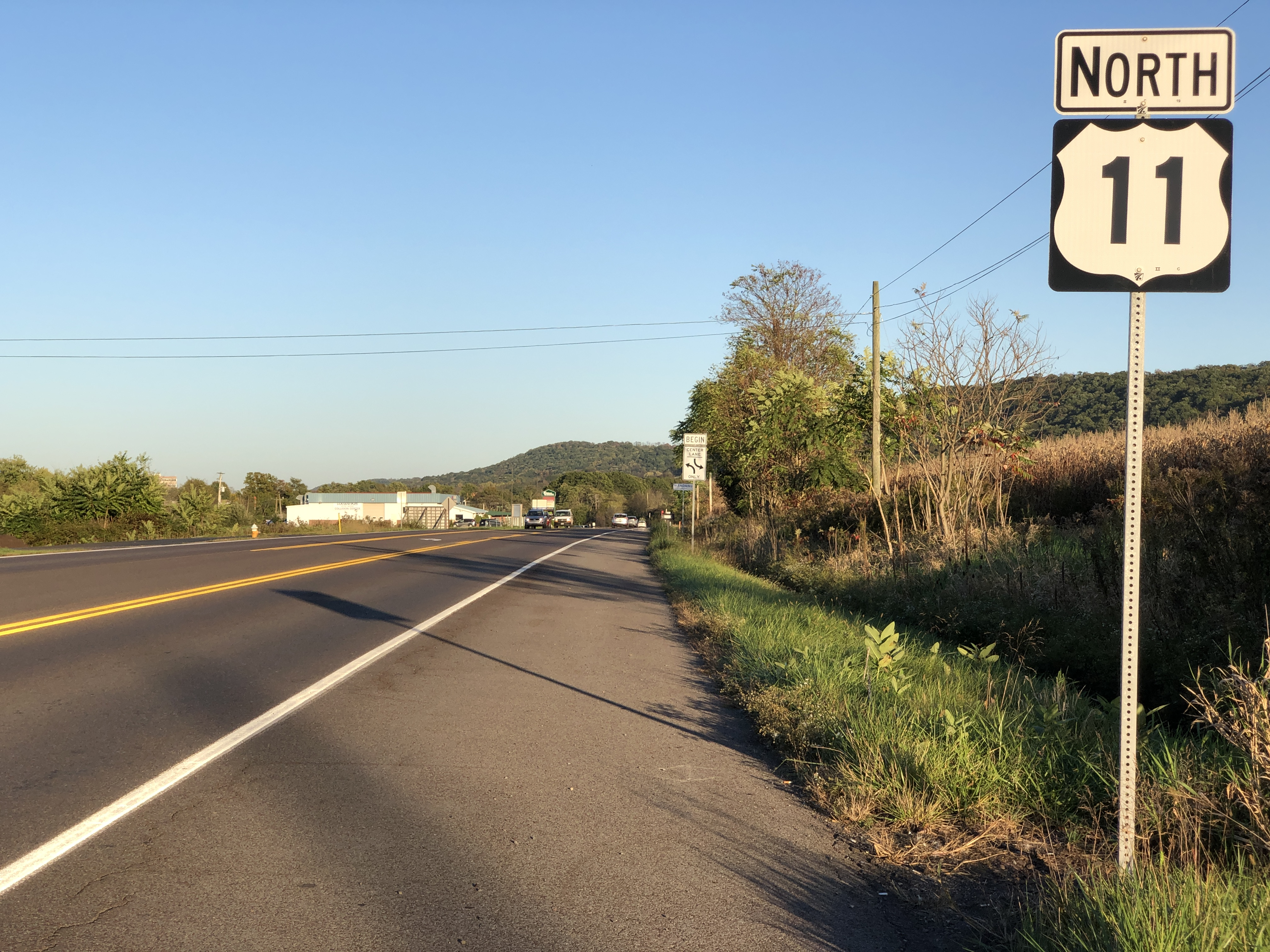
US 11 nord à Danville, Pennsylvanie

La US 11 entre en Pennsylvanie au sud de Greencastle. Elle suit l'I-81 vers le nord-est dans la Vallée de Cumberland en passant par Chambersburg, Shippensburg et Carlisle. Au nord-est de Carlisle, la US 11 croise le Pennsylvania Turnpike (I-76) et l'I-81, l'une après l'autre. Elle sert de lien entre ces deux autoroutes. La US 11 continue vers l'est pour atteindre les banlieues de Harrisburg.
À Camp Hill, une banlieue ouest de Harrisburg, la US 11 cesse de longer l'I-81 et rejoint la US 15 vers le nord. En quittant la région de Harrisburg, la US 11 / US 15 commence à longer le fleuve Susquehanna. Le multiplex demeure jusqu'à une intersection à Shamokin Dam, la US 11 continuant de longer le fleuve Susquehanna et passant par Danville, Bloomsburg et Berwick avant d'atteindre Wilkes-Barre.
À Wilkes-Barre, la US 11 quitte la rive du Susquehanna et commence à suivre à nouveau l'I-81. À partir de Wilkes-Barre, la route se dirige vers Scranton, et passe par son centre-ville. Un peu au nord, la US 11 croise la US 6 et forme un multiplex avec celle-ci vers le nord-ouest, jusqu'à Factoryville. La US 11 reprend une orientation vers le nord dans le comté de Susquehanna. À New Milford, l'I-81 et la US 11 sont à nouveau très près et elles se dirigent parallèlement jusqu'à la frontière avec l'État de New York.

### New York

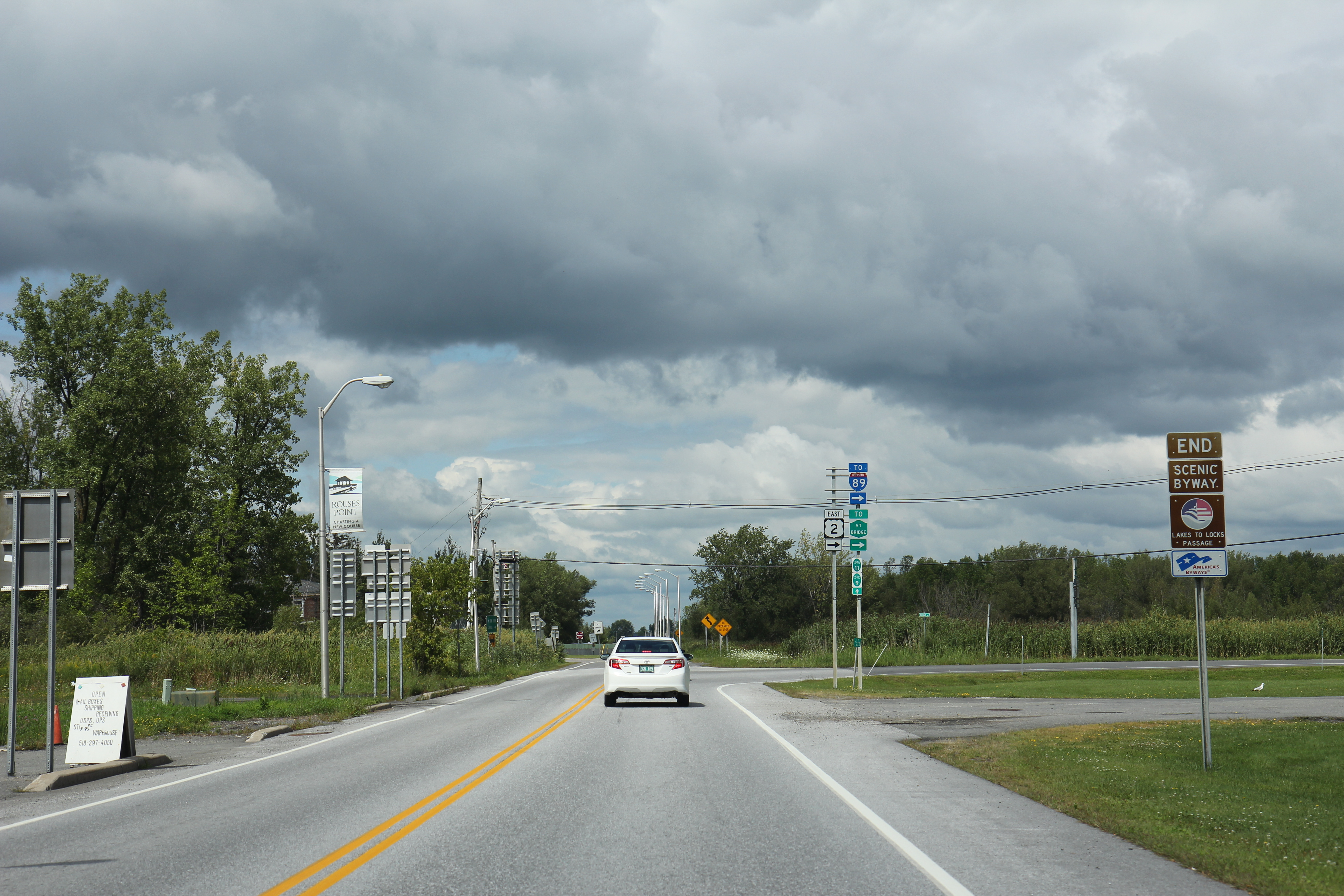
Terminus nord

La US 11 se dirige vers le nord-ouest dans l'État de New York depuis la frontière avec la Pennsylvanie jusqu'à Binghamton. La US 11 et l'I-81 continuent d'être parallèles alors qu'elles se dirigent vers le nord pour passer par Cortland et Syracuse. La route continue vers le nord jusqu'à Watertown et, à cet endroit, elle cesse définitivement de suivre l'I-81 en bifurquant vers le nord-est. Elle passe le long de Fort Drum et traverse plusieurs petites communautés comme Canton et Potsdam. Elle s'oriente davantage vers l'est alors qu'elle passe au nord du Parc Adirondack à Malone. À Champlain, la route rencontre l'I-87 et la US 9. Elle atteint le Lac Champlain à Rouses Point où elle bifurque vers le nord jusqu'à la frontière canadienne. De l'autre côté de la frontière, la route devient la Route 223 à Lacolle.

## Intersections majeures
Segment sud
Louisiane
 US 90 à La Nouvelle-Orléans
 I-10 à La Nouvelle-Orléans
 US 190 à Slidell
 I-12 à Slidell
 I-59 à Pearl River. Les routes forment un multiplex jusqu'à Nicholson, Mississippi.
Mississippi
 I-59 / US 98 à Hattiesburg
 US 49 à Hattiesburg
 I-59 à Walters
 I-59 à Laurel
 I-59 au nord-est de Laurel
 I-20 / I-59 / US 80 à Meridian. L'I-20 / I-59 / US 11 forment un multiplex dans la ville. La US 11 / US 80 forment un multiplex jusqu'à Cuba, Alabama.
 I-20 / I-59 au nord-est de Toomsuba
Alabama
 US 43 à Eutaw. Les routes forment un multiplex jusqu'à Tuscaloosa.
 I-20 / I-59 à Knoxville
 I-359 à Tuscaloosa. Les routes forment un multiplex dans la ville.
 I-20 / I-59 à Tuscaloosa
 US 82 à Tuscaloosa
 I-20 / I-59 à Tuscaloosa
 I-20 / I-59 à Tuscaloosa
 I-20 / I-59 au sud de Lake View. Les routes forment un multiplex jusqu'à Bessemer.
 I-459 au sud-ouest de McCalla
 US 78 à Birmingham. Les routes forment un multiplex dans la ville.
 I-65 à Birmingham
 US 31 / US 280 à Birmingham
 I-20 à Birmingham
 I-59 à Birmingham
 I-459 à Birmingham
 US 231 à Ashville
 US 278 / US 431 à Attalla. Les routes forment un multiplex dans la ville.
 I-59 à Fort Payne
Géorgie
Pas d'intersections majeures
Tennessee
 US 41 / US 64 / US 72 à Chattanooga. La US 11 / US 41 / US 72 forment un multiplex dans la ville. La US 11 / US 64 forment un multiplex jusqu'à Cleveland.
 US 27 à Chattanooga
 US 41 / US 76 à Chattanooga. Les routes forment un multiplex dans la ville.
 I-75 à Chattanooga. Les routes forment un multiplex dans la ville.
 US 74 à Cleveland
 US 321 à Lenoir City
 US 70 au sud-ouest de Farragut. Les routes forment un multiplex jusqu'à Knoxville et au-delà via la US 11E.
 I-140 à Knoxville
 I-40 / I-75 à Knoxville
 US 129 à Knoxville
 US 441 à Knoxville. Les routes forment un multiplex dans la ville.
 I-40 / I-275 à Knoxville
 US 11E / US 11W à Knoxville
US 11E
Tennessee
 US 11 / US 11W à Knoxville
 I-40 / US 25W à Knoxville. La US 11E / US 25W / US 70 forment un multiplex jusqu'à Carter.
 US 25E à Morristown. Les routes forment un court multiplex dans la ville.
 I-81 à Mosheim
 US 321 à Greeneville. Les routes forment un multiplex jusqu'à Johnson City.
 I-26 / US 19W / US 23 à Johnson City. La US 11E / US 19W forment un multiplex jusqu'à Bluff City.
 US 19 / US 19E à Bluff City. La US 11 / US 19 forment un multiplex jusqu'à Bristol, Virginie.
Virginie
 US 421 à Bristol. Les routes forment un multiplex dans la ville.
 US 11 / US 11W à Bristol
US 11W
Tennessee
 US 11 / US 11E / US 70 à Knoxville
 I-40 à Knoxville
 US 25E à Bean Station. Les routes forment un court multiplex dans la ville.
 I-26 / US 23 à Kingsport
 I-81 à Bristol
Virginie
 US 421 à Bristol. Les routes forment un multiplex dans la ville.
 US 11 / US 11E / US 19 à Bristol
Segment nord
Virginie
 US 11 / US 11E / US 19 / US 421 à Bristol. La US 11 / US 19 forment un multiplex jusqu'à Abingdon.
 I-81 / US 58 à Bristol
 I-81 / US 58 au nord-est de Bristol
 I-81 / US 58 à l'est d'Abingdon. La US 11 / US 58 forment un court multiplex.
 I-81 au sud-est de Glade Spring
 I-81 à Seven Mile Ford
 I-81 au sud-ouest de Marion
 I-81 au nord-est de Marion
 I-81 à l'ouest de Wytheville
 US 21 à Wytheville. Les routes forment un multiplex dans la ville.
 I-77 / I-81 / US 52 à Wytheville. L'I-77 / US 11 / US 52 forment un multiplex jusqu'à Fort Chiswell. L'I-81 / US 11 forment un multiplex jusqu'au sud de Pulaski.
 US 460 à Christiansburg
 I-81 / US 460 à Christiansburg. La US 11 / US 460 forment un multiplex jusqu'à Salem.
 US 221 à Roanoke. Les routes forment un multiplex dans la ville.
 Future I-73 / I-581 / US 220 à Roanoke
 US 221 / US 460 à Roanoke
 I-81 au sud-ouest de Buchanan
 I-81 au nord-est de Buchanan. Les routes forment un multiplex jusqu'à l'ouest de Natural Bridge.
 I-81 au nord-est de Natural Bridge
 US 60 à Lexington
 I-64 à East Lexington
 I-64 / I-81 au nord-est de East Lexington
 US 340 à Greenville
 I-64 / I-81 à Greenville
 US 250 à Staunton. Les routes forment un multiplex dans la ville.
 I-81 à Harrisonburg
 US 33 à Harrisonburg
 I-81 au nord-est de Harrisonburg
 I-81 à Mauzy
 US 211 à New Market
 I-81 à Strasburg
 US 17 / US 50 / US 522 à Winchester. Les routes forment un multiplex dans la ville.
 I-81 au nord-est de Winchester
Virginie-Occidentale
 I-81 au nord-est Falling Waters
Maryland
 I-81 à Halfway
 US 40 à Hagerstown
Pennsylvanie
 I-81 à Antrim Township
 US 30 à Chambersburg
 I-76 à Middlesex Township
 I-81 à Middlesex Township
 US 15 à Camp Hill. Les routes forment un multiplex jusqu'à Shamokin Dam.
 I-81 à Summerdale
 US 22 / US 322 à Penn Township
 US 522 à Monroe Township
 I-80 à South Centre Township
 I-81 à Moosic
 I-81 / I-476 / US 6 à South Abington Township. La US 6 / US 11 forment un multiplex jusqu'au nord-ouest de Factoryville.
New York
 I-81 à Dickinson
 I-81 à Chenango
 I-81 à Chenango
 I-81 à Chenango
 I-81 au nord-ouest de Whitney Point
 I-81 à Cortlandville
 I-81 au nord-ouest de Tully
 US 20 au sud de LaFayette
 I-81 au sud de Nedrow
 I-81 à Salina
 I-81 au sud-ouest de Mannsville
 I-781 à Calcium
 I-87 à Champlain
 US 9 à Champlain
 US 2 à Rouses Point
 Route 223 à la frontière canadienne au nord de Rouses Point

## Routes auxiliaires
- US 211, route de la Virginie reliant la Vallée de Shenandoah avec la ville de Warrenton via Luray and Sperryville.